# Li Chao (schaker)

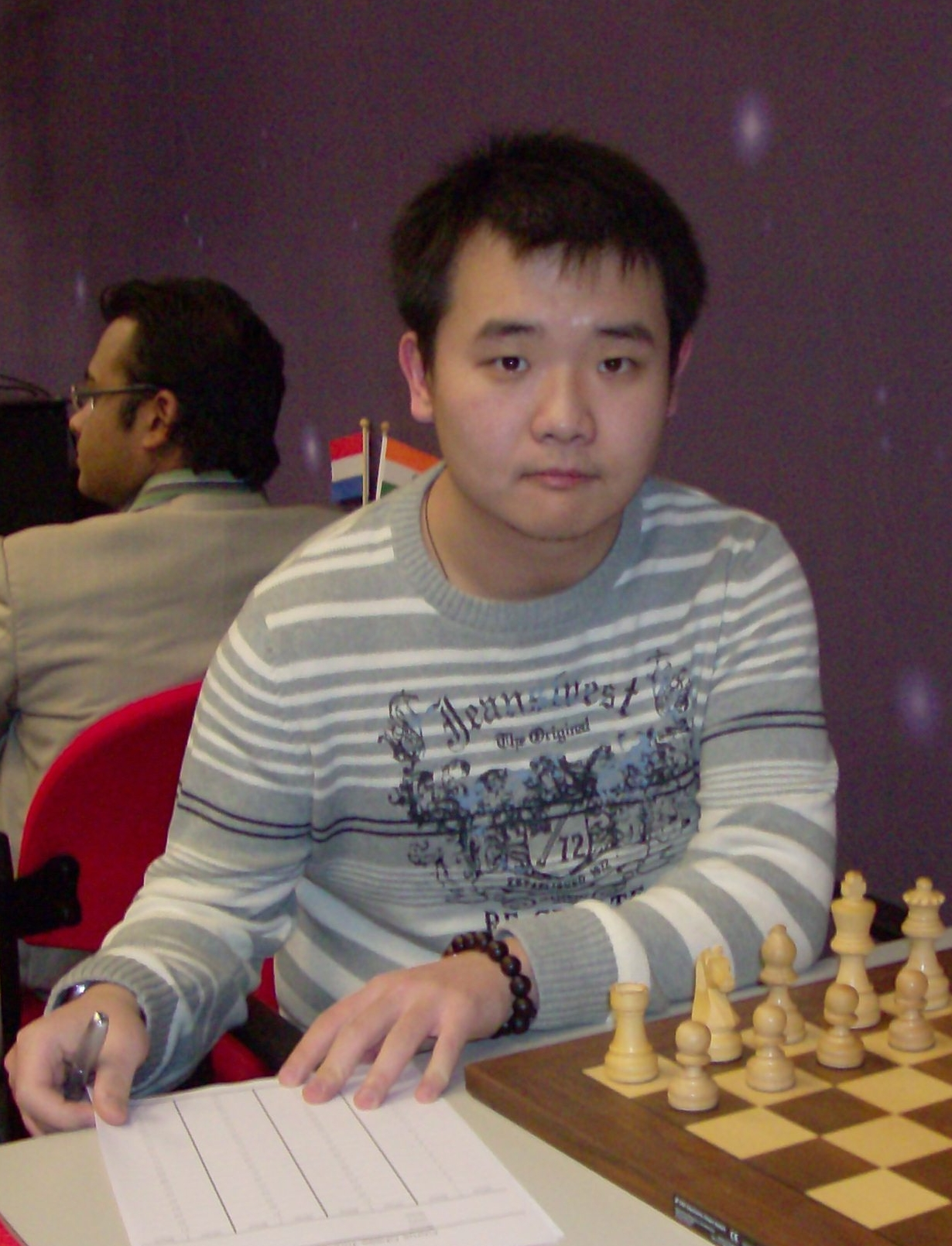
Li Chao in 2010

Li Chao (Chinees: 李超) (Taiyuan, 21 april 1989) is een Chinese schaker met een FIDE-rating van 2750 (2015). Hij is sinds 2007 grootmeester (GM). 

## Biografie
Li Chao begon op zesjarige leeftijd met schaken. 
In november 2005 speelde hij mee  in het wereldkampioenschap voor de jeugd dat in Istanboel verspeeld werd. Shakhriyar Mamedyarov werd met 10.5 punt kampioen en Li Chao  eindigde met 8.5 punt op de zesde plaats.  
In 2006 eindigde hij in hetzelfde toernooi in de top 20. Op het derde Singapore Master International Open toernooi in 2006 werd hij gedeeld vierde-negende. 
In 2007 werd hij op 18-jarige leeftijd China's 23ste grootmeester; zijn GM normen behaalde hij bij: 
- Aeroflot Open 2007 toernooi, A1 groep, Moskou, Rusland (febr. 2007); score 4.5 uit 9
- Lake Sevan toernooi in Yerevan, Armenië (juli 2007); score 5.5 uit 9

In augustus 2007 won Li het Scandinavian Chess Tournament in  Stockholm (Zweden) met 8½ pt uit 9.  In september 2007 won hij het vierde IGB Dato' Arthur Tan Maleisië Open in Kuala Lumpur.
Hij won, in november 2007, de President Gloria Macapagal-Arroyo Cup in Manilla. 

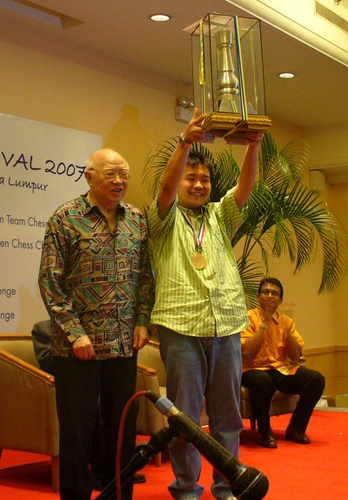
Li Chao (rechts) wint de 4e Dato' Arthur Tan Open in 2007, naast hem Dato Tan Chin Nam (links)

In april 2008 eindigde hij gedeeld eerste (7 uit 9) bij het 10e Dubai Open; na de tiebreak werd hij vierde. In mei 2008 werd hij gedeeld  eerste (8 uit 11) en vervolgens winnaar van de tie-break bij het 2e Philippine International Open in Subic Bay Freeport Zone. In augustus 2008 won hij het 5e IGB Dato' Arthur Tan Maleisië Open in Kuala Lumpur met 9 uit 11.
In september 2008 nam hij deel aan de vijfde match Rusland tegen China in Ningbo waar hij bij de mannen 3 punten uit 5 behaalde (teamgenoten waren Wang Yue, Wang Hao, Ni Hua en Bu Xiangzhi).
Hij werd 12e na tiebreak op het Wereldkampioenschap schaken voor junioren in Puerto Madryn, Argentinië in oktober 2009 (8 pt. uit 13; +6, =4, -3).  Hij kwalificeerde zich voor de wereldcup schaken 2009 in Khanty-Mansiysk, Rusland (20 nov. - 15 dec.), waar hij in de 3e ronde werd uitgeschakeld door te verliezen van Vugar Gashimov.  
In januari 2010 werd hij de winnaar van groep C van het 72ste Corus-toernooi in Wijk aan Zee met 10 pt. uit 13. Door deze overwinning kwalificeerde hij zich voor Corus groep B in 2011 (later Tata Steel-toernooi genaamd). In april 2010 werd hij de overtuigende winnaar van de 48ste Doeberl Cup, in Canberra (Australië).  
In 2011 werd hij negende in groep B van het Tata Steel-toernooi met 6 pt. uit 13.
Hij nam deel aan het toernooi om de Wereldbeker schaken 2011, maar kwam door te verliezen van  Nguyen Ngoc Truong Son niet verder dan de eerste ronde.
In 2012 won hij het 2e Open kampioenschap van Indonesië.
Ook in 2013 nam hij deel aan het toernooi om de Wereldbeker schaken. In de eerste ronde won hij van Evgeny Postny, in de tweede ronde werd hij uitgeschakeld door te verliezen van Anish Giri. 
In 2014  won hij het Reykjavik Open met 8.5 uit 10, de Nederlander Robin van Kampen eindigde als tweede met 8 punten. 
In maart 2015  won hij het 31ste open kampioenschap van Cappelle-la-Grande met 7.5 uit 9. Dit werd gevolgd door het winnen van het 19e Neckar Open met 8.5 uit 9. In augustus 2015 speelde hij een match van 6 partijen tegen de Hongaarse grootmeester Peter Leko in Szeged (Hongarije). Hij won de match met 4-2 (+2, -0, =4).
In februari 2016 won hij het open toernooi van Graz met 8 pt. uit 9.

## Schaakvereniging
Li Chao speelt voor de Schaakclub Beijing. 
Diverse malen was hij secondant van Wang Yue. De twee zijn goede vrienden en kennen elkaar sinds hun jeugdjaren.